# Bristol West
 (juin 2016).
Si vous disposez d'ouvrages ou d'articles de référence ou si vous connaissez des sites web de qualité traitant du thème abordé ici, merci de compléter l'article en donnant les références utiles à sa vérifiabilité et en les liant à la section « Notes et références ».
Circonscription parlementaire de la Chambre des communes
La circonscription de West  est une circonscription située dans la ville de Bristol et représentée à la Chambre des communes du Parlement britannique.

## Géographie
La circonscription comprend :
- La partie ouest de la ville de Bristol

## Députés
Les Members of Parliament (MPs) de la circonscription sont :
| Législature   | Années       | Député                    | Député              | Parti               |
| ------------- | ------------ | ------------------------- | ------------------- | ------------------- |
| Bristol South |              |                           |                     |                     |
| 23e           | 1885–1886    |                           | Michael Hicks-Beach | Conservateur        |
| 24e           | 1886–1887    |                           | Michael Hicks-Beach | Conservateur        |
| 25e           | 1892–1895    |                           | Michael Hicks-Beach | Conservateur        |
| 26e           | 1895–1900    |                           | Michael Hicks-Beach | Conservateur        |
| 27e           | 1900–1906    |                           | Michael Hicks-Beach | Conservateur        |
| 28e           | 1906–1910    | George Abraham Gibbs      |                     | Conservateur        |
| 29e           | 1910–1910    | George Abraham Gibbs      |                     | Conservateur        |
| 30e           | 1910–1918    | George Abraham Gibbs      |                     | Conservateur        |
| 31e           | 1918–1922    | George Abraham Gibbs      |                     | Conservateur        |
| 32e           | 1922–1923    | George Abraham Gibbs      |                     | Conservateur        |
| 33e           | 1923–1924    | George Abraham Gibbs      |                     | Conservateur        |
| 34e           | 1924–1928    | George Abraham Gibbs      |                     | Conservateur        |
| 34e           | 1928-1929    | Cyril Thomas Culverwell   |                     | Conservateur        |
| 35e           | 1929–1931    | Cyril Thomas Culverwell   |                     | Conservateur        |
| 36e           | 1931–1935    | Cyril Thomas Culverwell   |                     | Conservateur        |
| 37e           | 1935–1945    | Cyril Thomas Culverwell   |                     | Conservateur        |
| 38e           | 1945–1950    | Oliver Stanley            |                     | Conservateur        |
| 39e           | 1950–1951    | Oliver Stanley            |                     | Conservateur        |
| 40e           | 1951–1955    | Walter Monckton           |                     | Conservateur        |
| 41e           | 1955–1957    | Walter Monckton           |                     | Conservateur        |
| 41e           | 1957-1959    | Robert Cooke              |                     | Conservateur        |
| 42e           | 1959–1964    | Robert Cooke              |                     | Conservateur        |
| 43e           | 1964–1966    | Robert Cooke              |                     | Conservateur        |
| 44e           | 1966–1970    | Robert Cooke              |                     | Conservateur        |
| 45e           | 1970–1974    | Robert Cooke              |                     | Conservateur        |
| 46e           | 1974–1974    | Robert Cooke              |                     | Conservateur        |
| 47e           | 1974–1979    | Robert Cooke              |                     | Conservateur        |
| 48e           | 1979–1983    | William Arthur Waldegrave |                     | Conservateur        |
| 49e           | 1983–1987    | William Arthur Waldegrave |                     | Conservateur        |
| 50e           | 1987–1992    | William Arthur Waldegrave |                     | Conservateur        |
| 51e           | 1992–1997    | William Arthur Waldegrave |                     | Conservateur        |
| 52e           | 1997–2001    |                           | Valerie Davey       | Travailliste        |
| 53e           | 2001–2005    |                           | Valerie Davey       | Travailliste        |
| 54e           | 2005–2010    |                           | Stephen Williams    | Libéraux-démocrates |
| 55e           | 2010–2015    |                           | Stephen Williams    | Libéraux-démocrates |
| 56e           | 2015–2017    |                           | Thangam Debbonaire  | Travailliste        |
| 57e           | 2017–2019    |                           | Thangam Debbonaire  | Travailliste        |
| 58e           | 2019–Présent |                           | Thangam Debbonaire  | Travailliste        |

## Illustrations

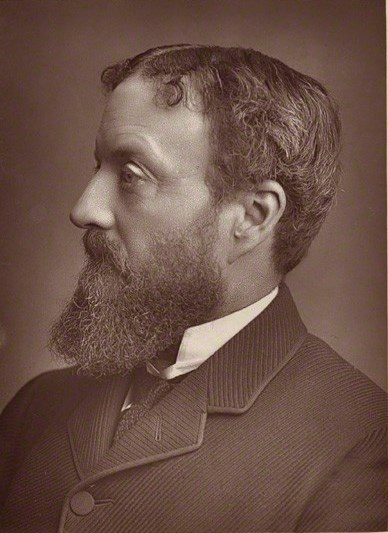
Michael Hicks-Beach (1885-1906)
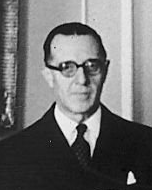
Walter Monckton (1951-1957)
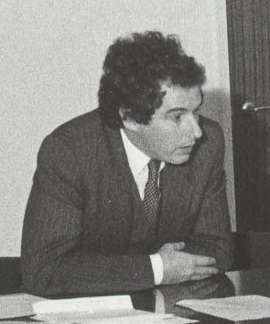
William Waldegrave (1979-1997)
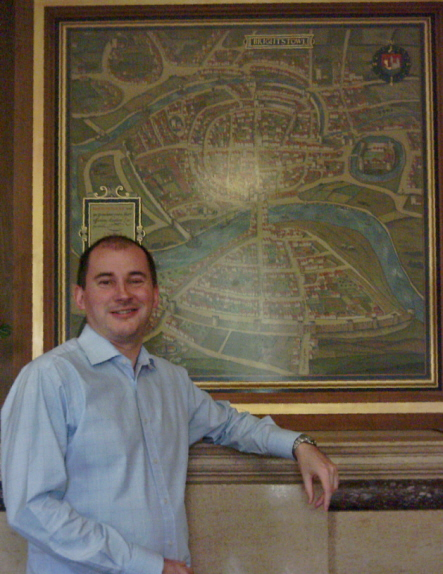
Stephen William (2005-2015)